# Saison 2018-2019 du Séville FC
Maillots
Chronologie
Saison précédente Saison suivante
La saison 2018-2019 du Séville FC est la 117e saison du club.

## Transferts

### Transferts estivaux
| Nom             | Nationalité        | Poste     | Transfert                       | Provenance/Destination | Division         |
| --------------- | ------------------ | --------- | ------------------------------- | ---------------------- | ---------------- |
| Arrivées        |                    |           |                                 |                        |                  |
| Quincy Promes   | Pays-Bas           | Milieu    | Transfert (20 millions d'euros) | Spartak Moscou         | Primer-Liga      |
| Ibrahim Amadou  | Cameroun           | Milieu    | Transfert (15 millions d'euros) | LOSC                   | Ligue 1          |
| Joris Gnagnon   | France             | Défenseur | Transfert (15 millions d'euros) | Stade rennais          | Ligue 1          |
| Roque Mesa      | Espagne            | Milieu    | Transfert (11 millions d'euros) | Swansea City           | Championship     |
| Aleix Vidal     | Espagne            | Défenseur | Transfert (8 millions d'euros)  | FC Barcelone           | LaLiga           |
| Tomáš Vaclík    | République tchèque | Défenseur | Transfert (7 millions d'euros)  | FC Bâle                | Super League     |
| Sergi Gómez     | Espagne            | Défenseur | Transfert (5 millions d'euros)  | Celta Vigo             | LaLiga           |
| Maxime Gonalons | France             | Milieu    | Prêt                            | AS Roma                | Serie A          |
| André Silva     | Portugal           | Attaquant | Prêt                            | AC Milan               | Serie A          |
| Juan Muñoz      | Espagne            | Attaquant | Retour de prêt                  | UD Almeria             | LaLiga 2         |
| Borja Lasso     | Espagne            | Attaquant | Retour de prêt                  | CA Osasuna             | LaLiga 2         |
| Départs         |                    |           |                                 |                        |                  |
| Guido Pizarro   | Argentine          | Milieu    | Transfert (8 millions d'euros)  | Tigres UANL            | Primera División |
| Juan Muñoz      | Espagne            | Attaquant | Fin de contrat                  | Inconnu                | Inconnu          |
| Johannes Geis   | Allemagne          | Milieu    | Retour de prêt                  | Schalke 04             | Bundesliga       |
| Sandro Ramirez  | Espagne            | Attaquant | Retour de prêt                  | Everton FC             | Premier League   |
| Lionel Carole   | France             | Défenseur | Retour de prêt                  | Galatasaray            | Super League     |
| Miguel Layún    | Mexique            | Défenseur | Retour de prêt                  | FC Porto               | Liga NOS         |
| Steven Nzonzi   | France             | Milieu    | Transfert                       | AS Rome                | Serie A          |

## Équipe

### Effectif professionnel
Le premier tableau liste l'effectif professionnel du Séville FC pour la saison 2018-2019. Le second recense les prêts effectués par le club lors de cette même saison.

#### Joueurs prêtés
Le tableau suivant liste les joueurs en prêt pour la saison 2018-2019.
| Joueurs prêtés |    |                        |                   |                     |           |                      |  |
| \| N° \| P. \| Nat. \| Nom \| Date de naissance \| Sélection \| Club en prêt \| \| \| — \| G \| \| Sergio Rico \| 01/09/1993 (31 ans) \| Espagne \| Fulham FC \| \| \| — \| D \| \| Sébastien Corchia \| 01/11/1990 (34 ans) \| France \| Benfica Lisbonne \| \| \| — \| A \| \| Carlos Fernández \| 22/05/1996 (28 ans) \| – \| Deportivo La Corogne \| \| \| — \| A \| \| Luis Muriel \| 16/04/1991 (33 ans) \| Colombie \| ACF Fiorentina \| \| |    |                        |                   |                     |           |                      |  |
| N° | P. | Nat.                   | Nom               | Date de naissance   | Sélection | Club en prêt         |  |
| — | G  | Drapeau de l'Espagne   | Sergio Rico       | 01/09/1993 (31 ans) | Espagne   | Fulham FC            |  |
| — | D  | Drapeau de la France   | Sébastien Corchia | 01/11/1990 (34 ans) | France    | Benfica Lisbonne     |  |
| — | A  | Drapeau de l'Espagne   | Carlos Fernández  | 22/05/1996 (28 ans) | –         | Deportivo La Corogne |  |
| — | A  | Drapeau de la Colombie | Luis Muriel       | 16/04/1991 (33 ans) | Colombie  | ACF Fiorentina       |  |

| N° | P. | Nat.                   | Nom               | Date de naissance   | Sélection | Club en prêt         |  |
| —  | G  | Drapeau de l'Espagne   | Sergio Rico       | 01/09/1993 (31 ans) | Espagne   | Fulham FC            |  |
| —  | D  | Drapeau de la France   | Sébastien Corchia | 01/11/1990 (34 ans) | France    | Benfica Lisbonne     |  |
| —  | A  | Drapeau de l'Espagne   | Carlos Fernández  | 22/05/1996 (28 ans) | –         | Deportivo La Corogne |  |
| —  | A  | Drapeau de la Colombie | Luis Muriel       | 16/04/1991 (33 ans) | Colombie  | ACF Fiorentina       |  |